# Кессеф, Джоаким
Джоаким Лоусон-Боди (англ. Joachim Lawson-Body), более известный как Джоаким Кессеф (англ. Joachim Kessef) (род. 12 марта 1976 года в Ломе, Того) — французский порноактёр и режиссёр.

## Биография
Джоаким Лоусон-Боди родился в богатой семье в Того. В 1990 году переехал во Францию, чтобы учиться на пилота, получил степень бакалавра. Затем он встретил порноактрису и продюсера Марию Шанталь Делакудр (фр. Marie-Chantal Delacoudre), известную под псевдонимом Летисия фр. Laëtitia, и середины 1990-х годов начал сниматься в её фильмах. Джоаким Лоусон-Боди взял себе сценический псевдоним «Кессеф», означающий «сталь» на иврите

## Карьера
Кессеф снялся в нескольких тысячах межрасовых анальных сценах. Заявлял о том, что предпочитает работать с русскими и чешскими порноактрисами. Руководит порнографической киностудией Combat Zone, чьи фильмы неоднократно номинировались на AVN Award в различных номинациях.
Джоаким Кессеф был одним из десяти исполнителей, выдвинутых в 2008 году на премию AVN Award за участие в фильме Рокко Сиффреди Furious Fuckers: Final Race в номинации «За лучшую иностранную эротическую сцену» (англ. Best Sex Scene Foreign Production).
В 2009 году Кессеф снял свой первый фильм для кинокомпании Evil Angel под названием  Joachim's Czech Fuckfest.

## Внешние ссылки
- Joachim Kessef (англ.) на сайте Internet Movie Database